# Гвидония-Монтечелио
Гвидо́ния-Монтече́лио (итал. Guidonia Montecelio) — город в Италии, относится к метрополитенскому городу Рим-столица, в области Лацио.
Население коммуны, на 01.01.2024 года, составляет 89 411 человек, плотность населения ─ 1125,07 чел./км². Коммуна занимает площадь 79,47 км². Почтовый индекс — 00012. Телефонный код — 0774. 
В 1915 году Королевская итальянская армия построила в этом районе крупный военный аэропорт для своего Военного авиационного корпуса (Corpo Aeronautico Militare). 
Покровительницей коммуны почитается Пресвятая Богородица (Maria Beata Vergine di Loreto). Праздник ежегодно отмечается 10 декабря.

## Известные уроженцы
- Дарио Виттори (1921—2001) — аргентинский актёр.
- Давиде Ди Микеле (род. 1976) — итальянский футболист.

## Города-побратимы
- Канаверал, США
- Кашира, Россия